# Szpadel

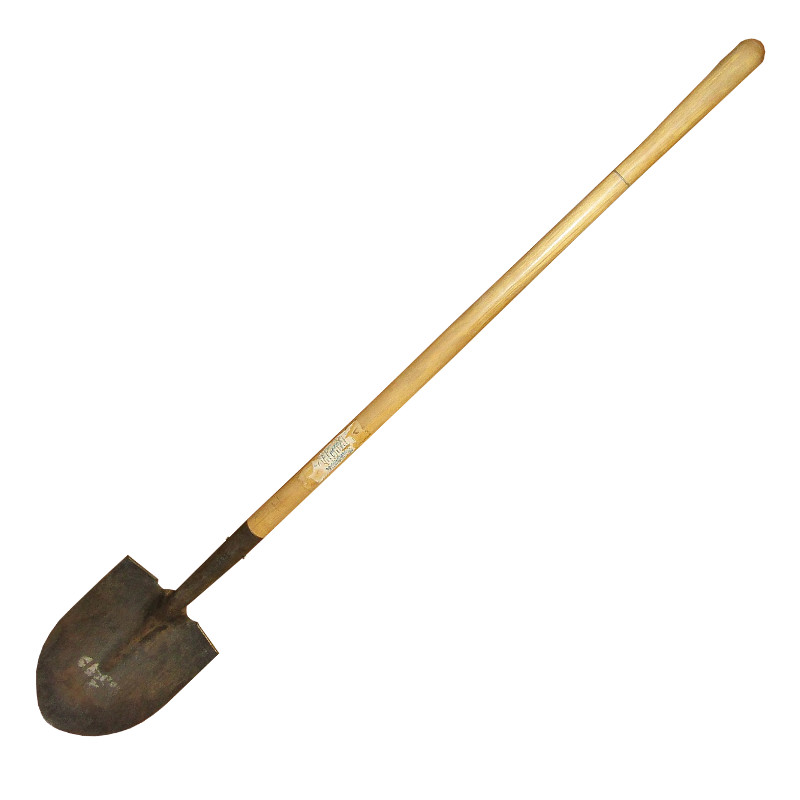
Szpadel

Historyczny szpadel

Szpadel (także: sztychówka) – ręczne narzędzie przeznaczone do rozcinania gleby, kopania i robienia wykopów; rodzaj łopaty.

## Historia
Pierwotnie szpadel był wykonany z drewna. Po odkryciu rzemiosła metalurgicznego szpadle zaczęto zaopatrywać w ostrzejsze i trwalsze zakończenia z metalu. Przed pojawieniem się metalowych szpadli praca przy usuwaniu ziemi była mniej wydajna i skuteczna. Przy przenoszeniu błota i ziemi, oprócz szpadla, potrzebne były dłuta do rozkruszania ziemi. Szpadel z metalową końcówką umożliwił jednoczesne rozkruszanie i przenoszenie ziemi, powodując wzrost skuteczności i wydajności pracy.

### Etymologia
Termin "szpadel" wywodzi się z języka staroangielskiego: ‘spadu, spædu (f.) lub spada (m.). To samo słowo może być znalezione w języku starofryzyjskim: spade oraz starosaksońskim: spado. "Spaten" z języka wysokoniemieckiego występuje wyłącznie we wczesnym współczesnym języku niemieckim i jest prawdopodobnie zapożyczeniem z języka niskoniemieckiego. Skandynawska forma jest zapożyczeniem z języka niemieckiego. Termin jest także ściśle spokrewniony z greckim σπαθη, tudzież łacińskim spatha.

## Wzory szpadli
Istnieje wiele wzorów, kształtów i rozmiarów szpadli ze względu na różnorodne ich przeznaczenie. Najbardziej popularnym jest szpadel ogrodowy, który zazwyczaj posiada długie stylisko (J), jest szeroki i tak dopasowany, by umożliwić postawienie na nim stopy, aby wprowadzić szpadel w ziemię. Irlandzki szpadel jest podobny do ogrodowego, mimo to ma cieńsze zakończenie. Szpadel żelazny do trawy posiada krótką zaokrągloną końcówkę i przeznaczony jest do przycinania i odrzucania trawy. Widły do kopania, podobne do klasycznych wideł, przeznaczone są do rozpulchniania ziemi, używane w ogrodnictwie.

## Użycie w ogrodnictwie
W ogrodnictwie szpadel występuje jako narzędzie do kopania i spulchniania ziemi lub rozkruszania grud ziemi. Razem z widłami stanowi jedno z głównych narzędzi przeznaczone do ręcznego użytkowania w ogrodnictwie i rolnictwie. Typowy kształt szpadla to szeroka płaska płaszczyzna z punktowo zakończonym ostrzem, zagiętym lub prostym. Górna krawędź po obydwu stronach płaszczyzny pozwala umieścić na niej stopę, aby móc wepchnąć szpadel w ziemię. Stylisko zakończone jest w kształcie litery T, czasem formuje rodzaj ucha lub pierścienia do umieszczenia w nim dłoni.